# Bridgette Kerkove
Bridgette Kerkove (Los Angeles, 8 febbraio 1977) è un'ex attrice pornografica e regista pornografica statunitense.

## Biografia e carriera pornografica
È cresciuta a Los Angeles e ha preso il diploma di scuola superiore a Burbank. La Kerkove ha iniziato la sua carriera nel cinema per adulti nel 1998, dopo esser entrata in contatto con Mark Spiegler. Due anni dopo ha vinto l'AVN Award Best New Starlet per il 2000. Nel 1999 interpretò 203 scene di sesso in 344 giorni di lavoro, stabilendo un nuovo record per quanto riguarda le scene girate in un anno. Nel 2000 fece 205 scene in 319 giorni di lavoro. Nel 2001 ha ricevuto 13 nomination per gli AVN awards, più di qualsiasi altro attore o attrice, anche se ottenne un solo riconoscimento: il Most Outrageous Sex Scene per la sua interpretazione nel film In the Days of Whore. Lo stesso anno vinse il Venus Award come Best American Actress. Nello stesso anno ha preso una pausa dall'industria come attrice in quanto era rimasta incinta e l'anno successivo ha ricominciato a girare.
Sempre nel 2001 ha intrapreso anche la carriera di regista, lavorando per compagnie quali Metro Studios e No Boundaries. Il suo primo film dietro la macchina da presa è stato Babe Illustrated 15. Kerkove è famosa per le sue scene di sesso anale. Per esempio, è stata la prima interprete a recitare in una doppia penetrazione con Mandingo e Lexington Steele. Il suo ruolo in Little White Chicks and Big Black Monster Dicks 4 (1999) in cui, vestita da scolaretta, veniva rapita e violentata da tre attori di colore (Lexington Steele, Jake Steed e Mandingo) è stato oggetto di un'indagine di polizia. Ha tatuata una farfalla sulla caviglia destra. 
Secondo il sito IAFD, la sua carriera di attrice si è svolta negli anni dal 1999 al 2008 mentre quella come regista ra il 2001 ed il 2005. Nel 2011 è stata inserita nella Hall of Fame dagli AVN Awards.

## Vita privata
Ha avuto due figlie dal marito Skeeter Kerkove, prima di un aspro divorzio. Ha poi avuto altri due figli tra il 2002 e il 2004.

## Riconoscimenti
- AVN Awards
  - 2000 – Best New Starlet[10]
  - 2001 – Most Outrageous Sex Scene per In the Days of Whore con Tyce Bune[11]
  - 2002 – Best Group Sex Scene (video) per Succubus, con Ava Vincent, Nikita Denise, Herschel Savage e Trevor Thompson[12]
  - 2011 – Hall of Fame[8]

## Filmografia

### Attrice
- Overtime: In the Pink (1995)
- Cumback Pussy 14 (1998)
- Gang Bang Bitches 23 (1998)
- Hot Bods And Tail Pipe 7 (1998)
- Just Fuckin' And Suckin' 1 (1998)
- 18...Barely (1999)
- A Holes 2 (1999)
- Airtight 5 (1999)
- Anal University 2 (1999)
- Backseat Driver 9 (1999)
- Beach Bunnies with Big Brown Eyes 4 (1999)
- Blowjob Adventures of Dr. Fellatio 16 (1999)
- Blowjob Adventures of Dr. Fellatio 20 (1999)
- Blowjob Fantasies 7 (1999)
- Blowjob Fantasies 9 (1999)
- Booty Duty 8 (1999)
- Bottoms Up (1999)
- Buried Alive Bukkake (1999)
- Butt Banged Hitchhiking Whores (1999)
- California Cocksuckers 12 (1999)
- Carnal Coeds: Girls of the Western Cumference (1999)
- Casting Call 21 (1999)
- Coed Cocksuckers 14 (1999)
- College Coed Cheerleaders (1999)
- Cry Babies 3 (1999)
- Cumback Pussy 15 (1999)
- Deception (1999)
- Deep Face 1 (1999)
- Dick-sucking Groupies (1999)
- Dirty Candy (1999)
- Epiphany (1999)
- Extreme Teen 2 (1999)
- Faith Betrayed (1999)
- Filthy Talkin' Cocksuckers 5 (1999)
- Flesh Peddlers 7 (1999)
- Fresh Flesh 5 (1999)
- Gang Bang Angels 5 (1999)
- Gangland 9 (1999)
- Gutter Mouths 11 (1999)
- Hot Bods And Tail Pipe 9 (1999)
- Limousine Confessions (1999)
- Lipstick Lesbians 6: Twat Twisters (1999)
- Lipstick Lesbians 7 (1999)
- Liquid Gold 2 (1999)
- Liquid Gold 3 (1999)
- Little White Chicks... Big Black Monster Dicks 4 (1999)
- Luciano's Lucky Ladies 2 (1999)
- Lust in America (1999)
- Money Talks (1999)
- Panty World 9 (1999)
- Payoff (1999)
- Perverted 4 (1999)
- Perverted Stories 23: Desires of the Flesh (1999)
- Plaid (1999)
- Promotions Company 1638: Bridgette (1999)
- Pussy Cartel (1999)
- Pussyman's American Cocksucking Championship 2 (1999)
- Pussyman's Decadent Divas 2 (1999)
- Pussyman's Decadent Divas 3 (1999)
- Pussyman's Decadent Divas 5 (1999)
- Pussyman's Millennium Madness (1999)
- Pussyman's Return of the Campus Sluts (1999)
- Pussyman's Summer Bash (1999)
- Queen of Smut (1999)
- Ripe 4 (1999)
- S.M.U.T. 12 (1999)
- Sandwich of Love 1 (1999)
- Secret Agent 69 (1999)
- Sexual Harassment 1 (1999)
- Shadow Dancers 2 (1999)
- Shark (1999)
- Shut Up and Blow Me 15 (1999)
- Slut Search 8 (1999)
- Son Doobie the Love Doctor (1999)
- Stop My Ass Is On Fire 2 (1999)
- Suitcase Pimps (1999)
- Super Pornstar Interviews (1999)
- Tai Blow Job (1999)
- There's Something About Jack 1 (1999)
- Thighs Wide Open (1999)
- University Coeds 17 (1999)
- Up And Cummers 75 (1999)
- Very Bad Things (1999)
- Vicca is Out of Control (1999)
- Vice Squad Confidential (1999)
- Video Virgins Gold 7 (1999)
- Visitor (1999)
- Watcher 2 (1999)
- Wax That Ass 1 (1999)
- Whack Attack 6 (1999)
- White Trash Whore 11 (1999)
- 18 and Confused 2 (2000)
- Adult Video News Awards 2000 (2000)
- Anal Inspection Service 2 (2000)
- Asia is in Too Deep (2000)
- Ass Cream Man (2000)
- Ass Kissers 3 (2000)
- Babes Illustrated 10 (2000)
- Babes Illustrated 9 (2000)
- Babewatch 11 (2000)
- Babewatch 12 (2000)
- Backseat Driver 12 (2000)
- Being With Juli Ashton (2000)
- Big and Small 2 (2000)
- Big Tit Paradise 1 (2000)
- Black Room (2000)
- Black Up in Her 1 (2000)
- Blondes Blowin and Ballin (2000)
- Blowjob Fantasies 12 (2000)
- Blowjob Tour of Chicago (2000)
- Bone (2000)
- Booty Duty 9 (2000)
- Bride of Double Feature (2000)
- Bridgette's Hellions (2000)
- California Bikini Babes (2000)
- Captive (2000)
- Coed Cocksuckers 19 (2000)
- Confessions of an Anal Whore (2000)
- Cuntz (2000)
- Dance Naked (2000)
- Dream Quest (2000)
- Eager Beavers 2 (2000)
- Extreme Penetrations 1 (2000)
- Extreme Teen 10 (2000)
- Father John's Cock Throbbing Favorites: the Old Testiclement (2000)
- Finally 18 1 (2000)
- Flesh Peddlers 8 (2000)
- Forbidden Fantasies 3 (2000)
- Gag Factor 1 (2000)
- Gina's Girls 2 (2000)
- Gladiator (2000)
- Gushing Orgasms (2000)
- Hand Job Hunnies 2 (2000)
- In the Days of Whore (2000)
- Last Breath (2000)
- Legacy (2000)
- Lipstick (2000)
- Looker 2: Femme Fatale (2000)
- Lust in Paradise 1 (2000)
- Lust in Paradise 2 (2000)
- M: Caught in the Act (2000)
- Miss Legs USA (2000)
- Naughty Wet Dreams (2000)
- No Man's Land 32 (2000)
- Objects of Desire (2000)
- Oral Adventures of Craven Moorehead 1 (2000)
- Paperback Dames (2000)
- Personal Trainer Sluts (2000)
- Perversion (2000)
- Pickup Lines 51 (2000)
- Planet of the Gapes 3 (2000)
- Please Don't Fuck My Wife (2000)
- Porn-o-matic 2000 (2000)
- Primal Urge (2000)
- Public Pee (2000)
- Pure Sin (2000)
- Puritan Magazine 25 (2000)
- Pussy Wars 2: Inside Asta (2000)
- Pussyman's Decadent Divas 10 (2000)
- Pussyman's Decadent Divas 8 (2000)
- Pussyman's Decadent Divas 9 (2000)
- Pussyman's Junior College Sluts 1 (2000)
- Replica (2000)
- Shrink Wrapped (2000)
- Six Degrees of Seduction (2000)
- Sodomy on the Menu (2000)
- Sopornos 2 (2000)
- Strapped 2 (2000)
- Stuffed 1 (2000)
- Sweet Dreams (2000)
- Thighs Wide Open (2000)
- Torment 10 (2000)
- True Stories of a Sex Stalker 1 (2000)
- Tushy Girl Lost (2000)
- Underground Sex School 101: the Beginning (2000)
- Underworld (2000)
- United Colors of Ass 5 (2000)
- Violation of Bridgette Kerkove (2000)
- Wages of Sin (2000)
- Watcher 14 (2000)
- Watcher 9 (2000)
- Watchers (2000)
- Welcum to Chloeville 3 (2000)
- Wet Dreams 7 (2000)
- Whack Attack 8 (2000)
- When the Boyz Are Away the Girlz Will Play 2 (2000)
- X Girls (2000)
- American Nymphette 3 (2001)
- Anal Addicts 3 (2001)
- Anal Angels 1 (2001)
- Angels (2001)
- Babewatch 14 (2001)
- Backseat Confidential (2001)
- Big Boob Buffet (2001)
- Blonde Fury (2001)
- Blowjob Adventures of Dr. Fellatio 37 (2001)
- Bridgette Kerkove AKA Filthy Whore (2001)
- Bubblegum Bimbos (2001)
- Bubblegum Girls (2001)
- Busty Beauties 1 (2001)
- Captain Mongo's Porno Playhouse (2001)
- Center of Sex (2001)
- Cleavage Dreams (2001)
- Cock Smokers 26 (2001)
- Deceit (2001)
- Droppin' A Load (2001)
- Ecstasy Girls 3 (2001)
- Ecstasy Girls Raw and Uncensored 2 (2001)
- Euphoria (2001)
- Farmer's Daughters do Vegas (2001)
- Fetish Nation (2001)
- Forbidden Lust (2001)
- Gang Bang Angels Slopshots (2001)
- Gate (2001)
- Girl's Affair 55 (2001)
- Haven's Magic Touch 1 (2001)
- In Thru the Out Door 7 (2001)
- Infidelity (2001)
- Internet Tushy (2001)
- Invisible Lover (2001)
- Jade Lo (2001)
- Ladies Night Out 2 (2001)
- Let's Play Doctor (2001)
- Locker Room Girls (2001)
- Lust World 2 (2001)
- Max 2 (2001)
- Naked Bodies (2001)
- Naked Hollywood 3: Wired Love in the Electronic Age (2001)
- Night of the Chameleon (2001)
- No Man's Land 35 (2001)
- Oral Adventures of Craven Moorehead 4 (2001)
- Oral Adventures of Craven Moorehead 5 (2001)
- Planet of the Babes (2001)
- Pussy Poppers 22 (2001)
- Pussyman's Decadent Divas 11 (2001)
- Pussyman's Decadent Divas 12 (2001)
- Pussyman's Decadent Divas 14 (2001)
- Pussyman's Face Sitting Fanatics 1 (2001)
- Raging Lust (2001)
- Real Female Orgasms 2 (2001)
- Real Thing (2001)
- Roller Ball (2001)
- Secret Admirer (2001)
- Sex World 2002 (2001)
- Shagnet (2001)
- Shayla's Fantasies (2001)
- Shay's Sweet Shop (2001)
- Sizzle Video Magazine 2 (2001)
- Skits and Tits (2001)
- Sleep Walker (2001)
- Slick 1: Gone in 69 Seconds (2001)
- Slick 2: the Fast and Furious (2001)
- Sodomania: Slop Shots 10 (2001)
- Sodomania: Slop Shots 9 (2001)
- Still Crazy After All These Whores (2001)
- Stringers 3 (2001)
- Succubus (2001)
- Titty Mania 5 (2001)
- Torment 12 (2001)
- Toys Not Boys (2001)
- Ultimate Guide to Anal Sex for Women 2 (2001)
- V-eight 1 (2001)
- Where the Girls Sweat 5 (2001)
- Wonderland (2001)
- 100% Blowjobs 2 (2002)
- 100% Blowjobs 7 (2002)
- 100% Blowjobs 9 (2002)
- Adult Video News Awards 2002 (2002)
- Ass Angels 3 (2002)
- Big White Tits and Big Black Dicks 1 (2002)
- Bongs And Thongs (2002)
- Bridgette And Friends Exposed (2002)
- Bridgette Kerkove's Bedtime Stories (2002)
- Butt Loving (2002)
- Butt Slam Fiesta (2002)
- Clusterfuck 1 (2002)
- Crack Pack (2002)
- Ecstasy Girls Platinum 4 (2002)
- For Your Private Protection (2002)
- Frankie G. Goes To Hollywood (2002)
- Heart Breakers (2002)
- Love and Sex 1 (2002)
- Money Shots (2002)
- My Favorite Whore 4 (2002)
- Not a Romance (2002)
- Once You Go Black 57: Dreaming of a Black XXX-Mas (2002)
- Please Cum Inside Me 7 (2002)
- Pussy Fingers 20 (2002)
- Sandwich of Love (2002)
- Secrets 2 (2002)
- Sex in the Valley (2002)
- Titty Mania 11 (2002)
- 100% Blowjobs 15 (2003)
- Ass Stretchers 1 (2003)
- ATM Love Machines (2003)
- Big Breasts of the West 2 (2003)
- Black Bastard 2 (2003)
- Cherry Bombs (2003)
- Desperately Seeking Tyler (2003)
- Dirrty 1 (2003)
- Double Dippin (2003)
- Double Fucked (2003)
- Entice Me (2003)
- Female Ejaculation Review (2003)
- Fuck My Ass (2003)
- Full Throttle Anal (2003)
- Improper Conduct (2003)
- Indecent Desires (2003)
- Jenna Loves Girls (2003)
- Juggernauts 1 (2003)
- Just Sex (2003)
- Kink (2003)
- Mirror Image (2003)
- Nikita And Friends Exposed (2003)
- Phuk Factor (2003)
- Public Enemy (2003)
- Puritan Magazine 44 (2003)
- Sex Idol (2003)
- Stuck On You (2003)
- Sweetest Thing (2003)
- Teen Patrol 4 (2003)
- When the Boyz Are Away the Girlz Will Play 10 (2003)
- Whore of the Rings 2 (2003)
- Women of Sin (2003)
- 100% Blowjobs 27 (2004)
- 100% Blowjobs 29 (2004)
- Aurora Snow's Double Penetrations (2004)
- Bottomless 1 (2004)
- Bottomless 2 (2004)
- Bottomless 3 (2004)
- Bridgette Kerkove And Her Anal Friends (2004)
- Dirrty 2 (2004)
- Dirrty 3 (2004)
- Getaway (2004)
- Group Sex 4: Bottoms Up (2004)
- If It Ain't Black Take It Back 1 (2004)
- If It Ain't Black Take It Back 2 (2004)
- Juicy (2004)
- Juicy 2 (2004)
- Loads of Fun (2004)
- Metal Up Your Ass (2004)
- Never Enough (2004)
- Real White Trash 3 (2004)
- Ripe 3 (new) (2004)
- Ripe 4 (new) (2004)
- Shay's Sweet Treats (2004)
- Shove It Up My... 1 (2004)
- Stick It 1 (2004)
- Stick It 2 (2004)
- Wild Side 1 (2004)
- Back Door Babes (2005)
- Blowjobs Across Los Angeles (2005)
- Built for Filth: Audrey Hollander (2005)
- Everybody's Doing It (2005)
- Gangbang Allstars (2005)
- Halloweenies And Wenches (2005)
- House of Anal (2005)
- I Did Her My Way (2005)
- Lettin' Her Fingers Do the Walking (2005)
- Monster Tits (2005)
- Ass Takers 2 (2006)
- Breast Obsessed (2006)
- Mocha Mix (2006)
- More Than A Handful 15 (2006)
- Sex Therapy 1 (2006)
- Young and Anal 2 (2006)
- Bad Ass Bridgette 2 (2007)
- Big Bad Busty Brittney and Her Bodacious Friends (2007)
- Chin Knockers 2 (2007)
- Flawless 8 (2007)
- Hit Me with Your Black Cock (2007)
- Non-Stop Double Penetrations (2007)
- Star 69: DD (2007)
- Your Mom 2 (2007)
- Award Winning 3 Way Scenes (2008)
- Be My Valentine? (2008)
- Black GangBangers 4 (2008)
- Black GangBangers 5 (2008)
- Double Stuffed Creampuffs (2008)
- Frosty the Snow Ho (2008)
- No Man's Land: Girls in Love (2008)
- Tom Byron's Award Winning 3-Way Scenes (2008)
- Unusual Sexual Practices (2008)
- Audrey Hollander Fists Her Ass (2009)
- Audrey Hollander: Ass and Pussy Fist At the Same Time (2009)
- Mandingo vs. Jack 3: Anal Annihilation (2009)
- Barnyard Perversions (2010)
- Clusterfuck 7 (2010)
- Interracial Anal Love 2 (2010)
- Nasty (2010)
- Big White Tits and Large Black Dicks 3 (2011)
- Hot Sex 2 (2011)
- Jenna Is Timeless (2011)
- Platinum Assholes (2011)
- Filthy Backdoor MILTFs (2013)
- More Bang For Your Buck 4 (2013)
- Suck Out the Cum From My Cock 4 (2014)

### Regista
- Bubblegum Bimbos (2001)
- Bubblegum Girls (2001)
- Bongs And Thongs (2002)
- Bridgette Kerkove's Bedtime Stories (2002)
- Dirrty 1 (2003)
- Bottomless 1 (2004)
- Bottomless 2 (2004)
- Bottomless 3 (2004)
- Dirrty 2 (2004)
- Dirrty 3 (2004)
- If It Ain't Black Take It Back 1 (2004)
- If It Ain't Black Take It Back 2 (2004)
- Juicy (2004)
- Juicy 2 (2004)
- Shove It Up My... 1 (2004)
- Shove It Up My... 2 (2004)
- Anal Vixens (2005)
- Ass Jumpers 1 (2005)
- Babes Illustrated 15 (2005)
- Bottomless 4 (2005)
- Bottomless 5 (2005)
- Bridgette Kerkove's Anal Angels 2 (2005)
- Built for Filth: Audrey Hollander (2005)
- Cherry Lickers 1 (2005)
- Dirrty 4 (2005)
- Hooker Chic (2005)
- If It Ain't Black Take It Back 3 (2005)
- If It Ain't Black Take It Back 4 (2005)
- Juicy 3 (2005)
- Obsession 1 (2005)
- Panty Party 1 (2005)
- Sassy Latinas (2005)
- Skin 1 (2005)
- Teenage Anal Princess 1 (2005)
- Teenage Anal Princess 2 (2005)
- Teenage Perverts 1 (2005)
- Top Porn Stars (2005)
- Unleashed (2005)
- Ass Jumpers 2 (2006)
- Cherry Lickers 2 (2006)
- Cherry Lickers 3 (2006)
- Dirrty 5 (2006)
- Girl Pirates 1 (2006)
- Girl Pirates 2 (2006)
- Juicy 4 (2006)
- MILF Bonanza 2 (2006)
- More Than A Handful 15 (2006)
- Obsession 2 (2006)
- Panty Party 2 (2006)
- Shove It Up My... 3 (2006)
- Shove It Up My... 4 (2006)
- Skin 2 (2006)
- Triple Header 1 (2006)
- Vamp (2006)
- Craving Chocolate (2007)
- Teenage Perverts 2 (2008)
- Anal Angels 1 (2009)
- Ass Watcher 6 (2009)